# 己の信ずる道を征け
『己の信ずる道を征け』（おのれのしんずるみちをいけ）は、フロム・ソフトウェアより2009年6月11日に発売されたPlayStation Portable専用ゲームソフト。
公式における略称は「オレイケ」。

## 概要
東海道五十三次をモチーフにしたステージクリア型のアクションゲームで、ジャンル名にもある浮世絵をイメージしたビジュアルと
プレイヤーの直前行動を記憶したリプレイデータを「分身」に見立て、分身を駆使してステージの仕掛けを解いていくパズル性の強いゲームシステムが特徴となっている。キャラクターデザインにはイラストレーターのokamaが起用されている。
開発はシリコンスタジオが担当。同社初のコンシューマ向けタイトルでもある。

## キャラクター
疾風丸（はやてまる）
プレイヤーキャラ。分身の術を得意とする忍者。
真奈姫（まなひめ）
ヒロイン。謎の集団により拐われた相良稲津藩の姫。
御雷丸（みかづちまる）
ライバル。疾風丸にとっては兄貴分であったが、ある出来事を機に敵対する。

## プロモーション
予約特典
okamaの描きおろしイラストによるテレフォンカードが付属。ソフマップで予約時のみの限定特典。
なおイラストは発売後に壁紙として配信されている。
コラボレーション
東ハトが販売するスナック菓子「忍者スナック ふわ丸」のキャラクターが特定ステージにおいて敵キャラクターとして登場する。